# David Nilsson (zoolog)
David Daniel Viktor Nilsson, född 3 augusti 1885 i Vänersborg, död 2 augusti 1958 i Skara, var en svensk zoolog.
David Nilsson var son till byggmästaren Daniel Viktor Nilsson. Han avlade mogenhetsexamen i Vänersborg 1904 och studerade därefter vid Uppsala universitet, där han blev filosofie kandidat 1908, filosofie licentiat 1911 och filosofie doktor 1912. Efter tjänstgöring som amanuens vid zoologiska institutionen 1908–1910, som assistent i Svenska hydrografisk-biologiska kommissionen under östersjö- och nordsjöexpeditionen 1911–1912 och som fiskeristipendiat 1913–1915 övergick han till lärarbanan. Efter tjänstgöring vid folkskoleseminarierna i Linköping och Uppsala var han från 1916 lektor i biologi och geografi vid Skara högre allmänna läroverk. I havsbiologiskt syfte gjorde han flera studieresor utomlands, bland annat till Helgoland 1922, Nilsson publicerade skrifter dels om fiskar, dels om borstmaskar. I sin doktorsavhandling behandlade han havsborstmaskarnas nervsystem, men de närmast följande åren utgav han mest fiskeribiologiska arbeten, till exempel om makrillens biologi (1914) och några insjöfiskars ålder och tillväxt i Bottniska viken och Mälaren (1921). Senare arbetade han särskilt med amphictenider, en grupp av borstmaskar, vars biologi, anatomi, rörbyggnad med mera han beskrev 1925 och 1928. Han publicerade även populärvetenskapliga uppsatser. Från 1947 var han ordförande (1929–1946 vice ordförande) i Skaraborgs läns naturskyddsförening, och 1938–1945 var han vice ordförande i Skaraborgs läns fiskerikommitté.